# Ary Marques
Ary Rocha Marques (Piraju, 1 de abril de 1955) é um ex-futebolista é técnico brasileiro.

## Carreira

### Futebolista
Atuando como lateral-direito, iniciou a carreira de jogador no Colorado Esporte Clube em 1975 e foi campeão paranaense em 1980 pelo clube.
Em 1984, foi emprestado ao Clube Náutico Marcílio Dias, de Santa Catarina e sagrou-se campeão da Taça FCF. 
No final da década de 1980, retornou ao Colorado E.C. e encerrou a carreia em 1989, sendo o jogador que mais vestiu a camisa do Colorado na história do clube.

### Técnico
Iniciou a carreira de técnico nas categorias de base do Paraná Clube e foi campeão estadual do estado do Mato Grosso pelo Cuiabá Esporte Clube em 2013.
Em 2017, assumiu o comando do Rio Branco Sport Club no campeonato paranaense.